# Eyâlet Silistra

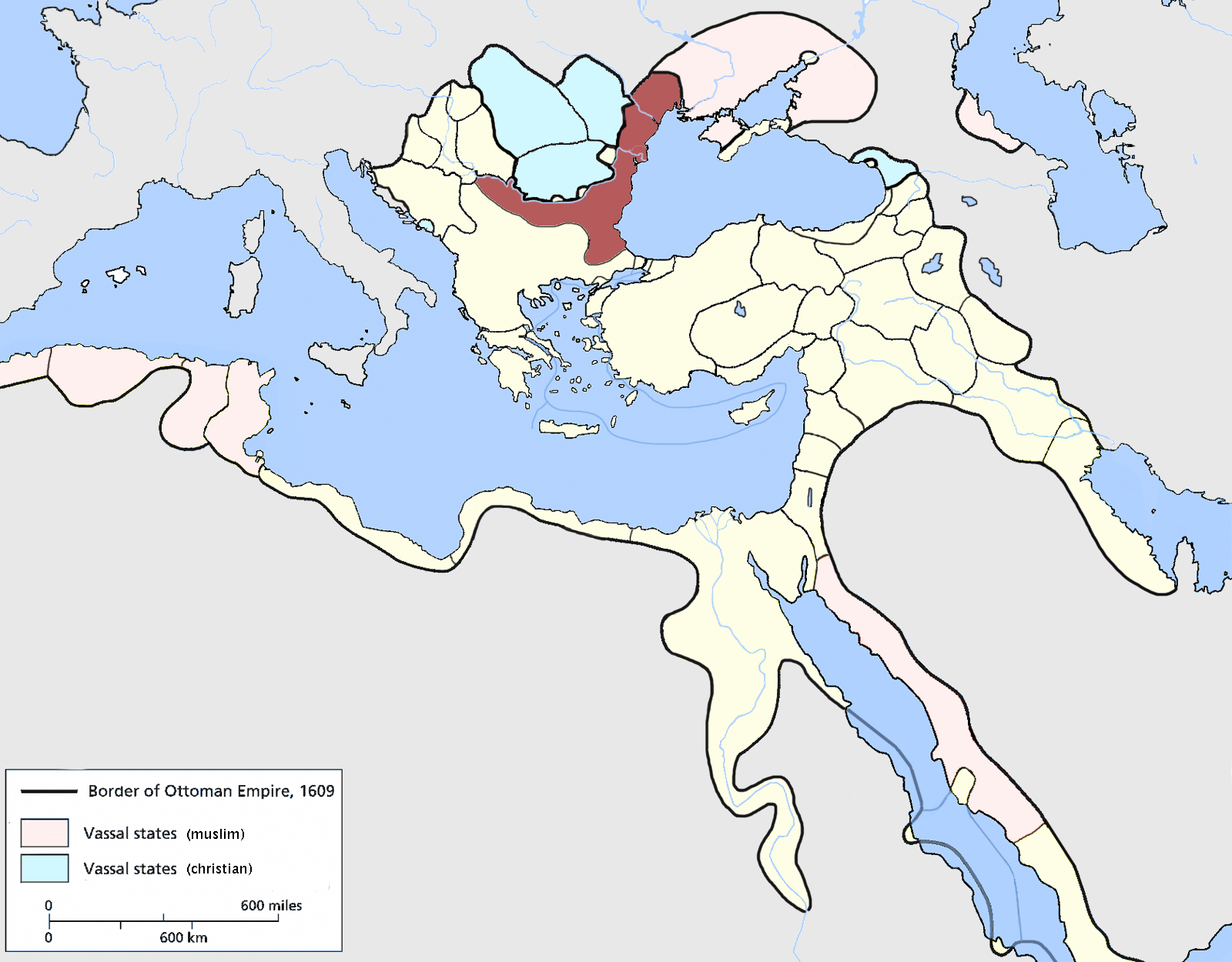
Das Eyâlet Silistrien 1609

Das Eyâlet Silistrien (türkisch Silistre Eyaleti) war eine Provinz des Osmanischen Reiches.
Sie umfasste ein Vierteljahrtausend lang nicht nur den Norden und Osten des heutigen Bulgarien, sondern auch Gebiete vier weiterer Staaten: die rumänische Dobrudscha sowie die ukrainischen Regionen Budschak (südliches Bessarabien bis Bendery, Moldawien) und Jedisan (südliches Transnistrien von Odessa bis Balta), d. h. fast die gesamte von osmanischen Türken beherrschte Schwarzmeerküste zwischen Istanbul und dem Krim-Khanat, einschließlich aller Küstenstädte zwischen Warna und Otschakiw.
Verwaltungszentrum war Silistra, die wichtigste osmanische Festung an der Donau und eine unter den Osmanen blühende Stadt. Die bulgarischen Städte Silistra, Rustschuk (Ruse), Schumen und Warna bildeten ein machtvolles Festungsviereck.

## Errichtung

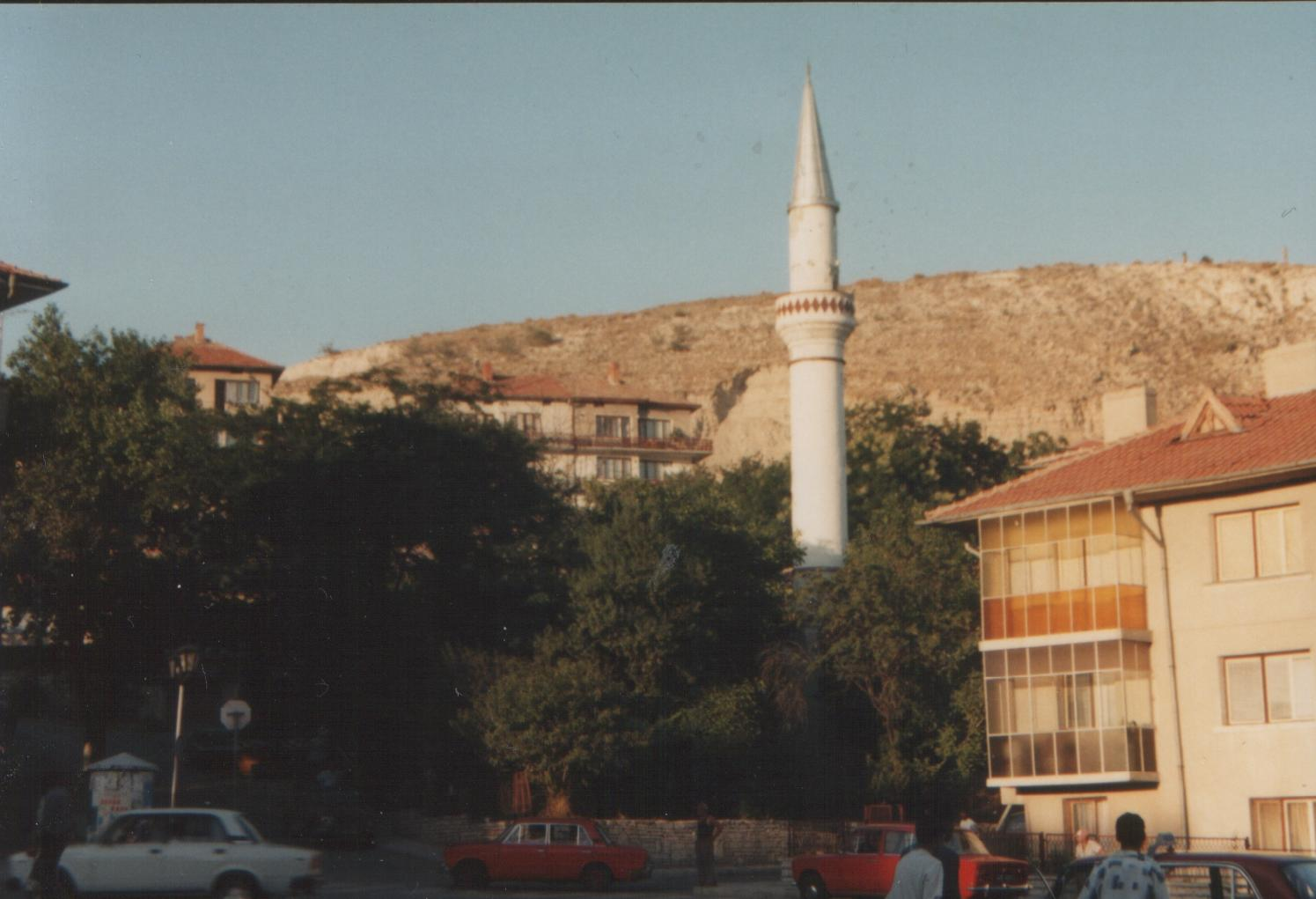
Minarett in Balchik (bei Dobritsch)

Zunächst war 1388 bzw. 1393/1416 aus dem unterworfenen bulgarischen Dobrudscha-Fürstentum Kawarna (Despotat Dobrudscha) ein Sandschak gebildet und um die heutigen bulgarischen Oblaste (Bezirke) Silistra und Dobritsch erweitert worden. Hinzu kamen die walachischen Enklaven Giurgiu und Brăila.
Zweihundert Jahre später, 1599, wurde die Provinz um die Dobrudscha, den Budschak und Burgas erweitert, in eine Großprovinz umgewandelt und einem krimtatarischen Gouverneur unterstellt. Genaugenommen wurden der Sandschak Silistra in das gegen die russisch-ukrainischen bzw. polnischen Kosaken geschaffene Eyâlet Özü (Otschakiw) eingegliedert. Gemeinsam stellten Türken, Tataren und Nogaier zwischenzeitlich eine knappe muslimische Mehrheit gegenüber christlich-orthodoxen Bulgaren, Rumänen und Ukrainern.

## Neugliederung

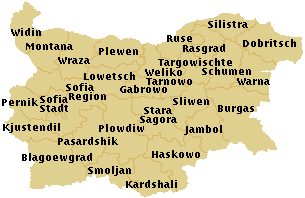
Oblaste (Bezirke) in Bulgarien

Nachdem im 17. Jahrhundert Kosaken die Küstenstädte hinunter bis vor die Tore Istanbuls geplündert hatten, wurde das Eyâlet auch um Jedisan vergrößert. Nach einer Neugliederung wurden jedoch die heutigen Oblaste Russe, Targowischte, Rasgrad und Schumen ausgegliedert und dem Eyâlet Rumelien unterstellt. Um 1700 umfasste das Eyâlet Silistra nur noch Dobritsch, Silistra, die Dobrudscha, den Budschak und Jedisan – doch Otschakow und Jedisan fielen im Ergebnis der Türkenkriege 1792 an Russland.
Nach dem Verlust auch Bessarabiens 1812 wurde Silistrien im 19. Jahrhundert umgebildet, statt der verlorenen Gebiete kamen die bulgarischen Städte Plowdiw, Burgas, Warna und Widin sowie das türkische Edirne hinzu. Braila und Giurgiu gingen 1829 verloren, Edirne wurde 1830 wieder ausgegliedert.

## Auflösung

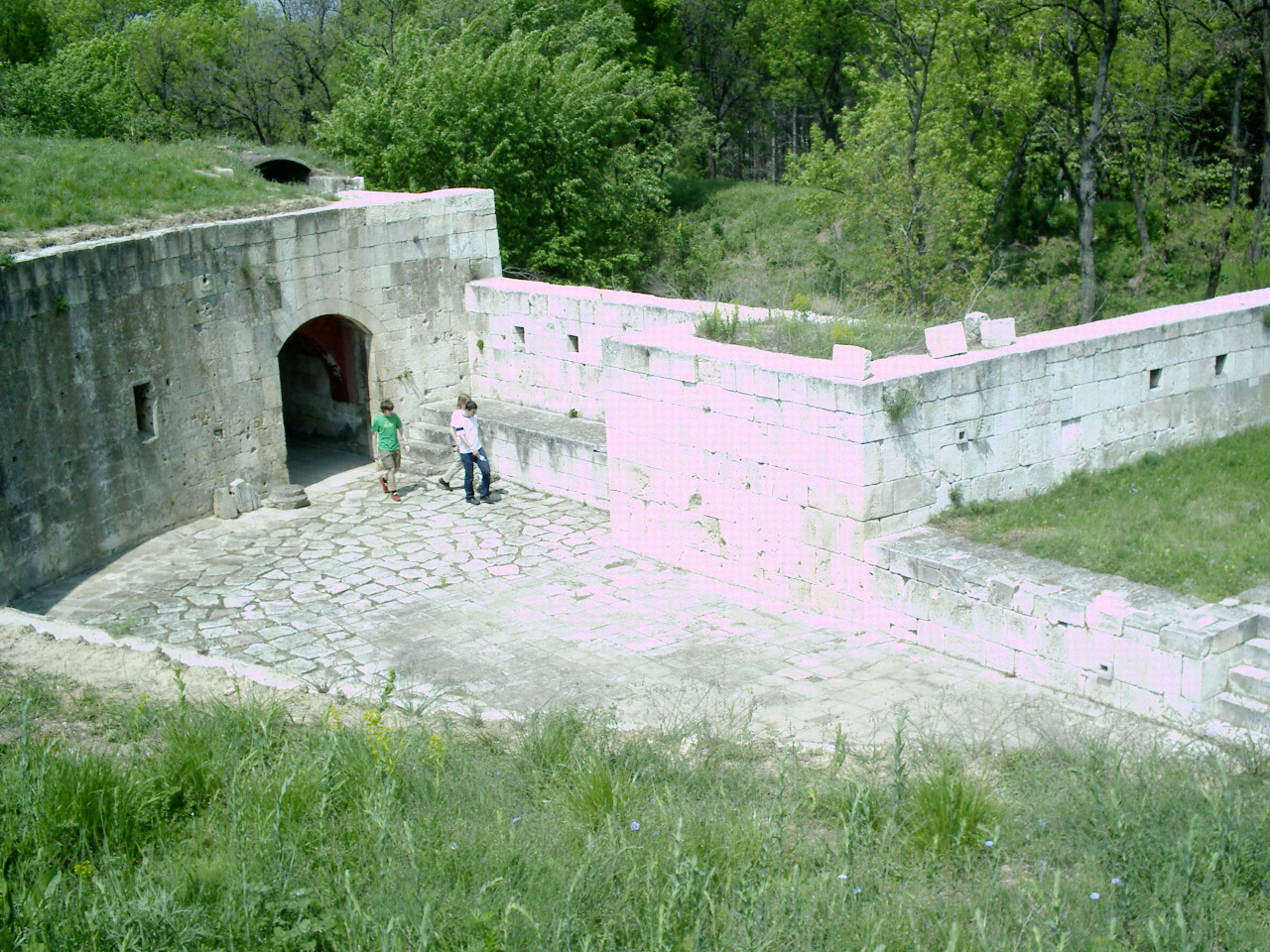
Im Russisch-Türkischen Krieg 1878 zerstörte Festung von Silistra

Im Rahmen der Reformen im Osmanischen Reich wurde das Eyâlet 1864 erneut umgebildet, durch das Vilâyet Tuna ersetzt (Bulgarien nördlich des Balkangebirges und einschließlich des serbischen Niš, erster Wali wurde Midhat Pascha) und schließlich Rumelien unterstellt, doch die türkische Herrschaft über die Dobrudscha und Bulgarien endete schon 1878, 1885 auch jene über Ostrumelien (Bulgarien südlich des Balkangebirges).